# Jasieniec Solecki (gromada)
Jasieniec Solecki – dawna gromada, czyli najmniejsza jednostka podziału terytorialnego Polskiej Rzeczypospolitej Ludowej w latach 1954–1972.
Gromady, z gromadzkimi radami narodowymi (GRN) jako organami władzy najniższego stopnia na wsi, funkcjonowały od reformy reorganizującej administrację wiejską przeprowadzonej jesienią 1954 do momentu ich zniesienia z dniem 1 stycznia 1973, tym samym wypierając organizację gminną w latach 1954–1972.
Gromadę Jasieniec Solecki siedzibą GRN w Jasieńcu Soleckim utworzono – jako jedną z 8759 gromad na obszarze Polski – w powiecie iłżeckim w woj. kieleckim, na mocy uchwały nr 13k/54 WRN w Kielcach z dnia 29 września 1954. W skład jednostki weszły obszary dotychczasowych gromad Barycz, Jasieniec Solecki i Jasieniec Solecki kolonia ze zniesionej gminy Ciepielów oraz oddziały Nr Nr 2, 3 i 4 lasów państwowych nadleśnictwa Lipsko w tymże powiecie.
1 października 1954 gromada weszła w skład nowo utworzonego powiatu zwoleńskiego w tymże województwie, gdzie ustalono dla niej 16 członków gromadzkiej rady narodowej.
1 stycznia 1969 do gromady Jasieniec Solecki przyłączono wieś Ciepielów Kolonia ze zniesionej gromady Pcin.
Gromada przetrwała do końca 1972 roku, czyli do kolejnej reformy gminnej.